# Little Gut (Middle River of Pictou)
Little Gut – zatoka (gut) rzeki Middle River of Pictou w kanadyjskiej prowincji Nowa Szkocja, w hrabstwie Pictou; nazwa urzędowo zatwierdzona 26 marca 1976.